# Rémi Mathis
Rémi Mathis, född den 20 november 1982, är en fransk historiker och bibliotekarie, engagerad i frågor kring fri spridning av kunskap. 2013 tilldelades Mathis utmärkelsen Årets Wikimedian för sin roll i kontroversen kring artikeln i den franskspråkiga Wikipedia rörande en militär radiostation vid Pierre-sur-Haute.
|  |
|  |